# 小尖镇
小尖镇，是中华人民共和国江苏省盐城市响水县下辖的一个乡镇级行政单位。

## 行政区划
小尖镇下辖以下地区：
豫顺社区、豫东社区、周集社区、张集社区、朱浦村、四丰村、小广村、中舍村、郭庄村、陈沟村、沙庄村、朱圩村、毕圩村、条房村、徐洪村、土桥村、吉舍村、平湖村、条河村、华余村、大东村、港湾村、佑东村、大圩村、月港村、杨回村、三河村、姜圩村、韩荡村和何圩村。